# Zauberwald

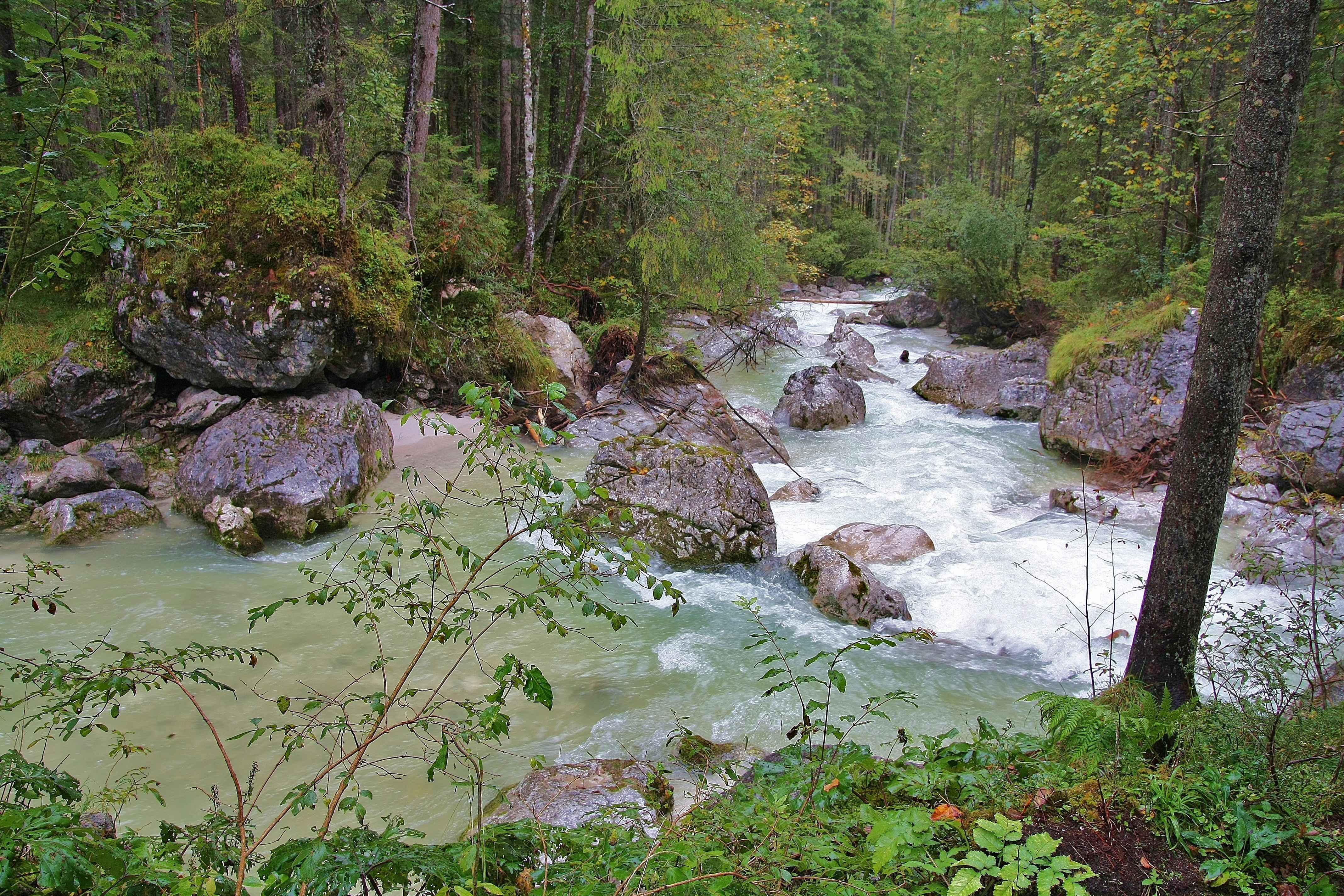
Ramsauer Ache im Zauberwald

Der Zauberwald ist ein  durch einen Bergsturz entstandenes Geotop in Ramsau bei Berchtesgaden im oberbayerischen Landkreis Berchtesgadener Land in Bayern. Kennzeichnend für den Wald am Oberlauf der Ramsauer Ache und östlich des Hintersees sind bewachsene Bergsturztrümmer, die laut Tourismuswerbung ein „wildromantisches Ideal einer Landschaft“ bilden.

## Entstehung
Das Geotop ist vor etwa 3500–4000 Jahren durch einen Bergsturz aus dem Blaueistal des Hochkaltermassivs mit ca. 15 Millionen Kubikmetern entstanden. Dieser Bergsturz staute den Klausbach und von Norden kommende Bäche zum Hintersee auf. Der Klausbach wird inzwischen um den Hintersee herumgeleitet und heißt zusammen mit dessen Ablauf ab hier Ramsauer Ache.

## Lage
Der Zauberwald erstreckt sich vom Hintersee nach Osten bis zur Marxenklamm. Er bedeckt eine Fläche von 0,75 km und wird von der Ramsauer Ache durchflossen. Er kann auf einem 1896/97 vom Verschönerungsverein Ramsau angelegten Wanderweg durchquert werden. Der Name Zauberwald setzte sich erst in den 1920er Jahren durch.

## Ausgewiesenes Geotop
Der Zauberwald wurde vom Bayerischen Landesamt für Umwelt (LfU) als besonders wertvolles Geotop ausgewiesen (Geotop-Nummer: 172R009) und mit dem offiziellen Gütesiegel Bayerns schönste Geotope ausgezeichnet.

Im Zauberwald
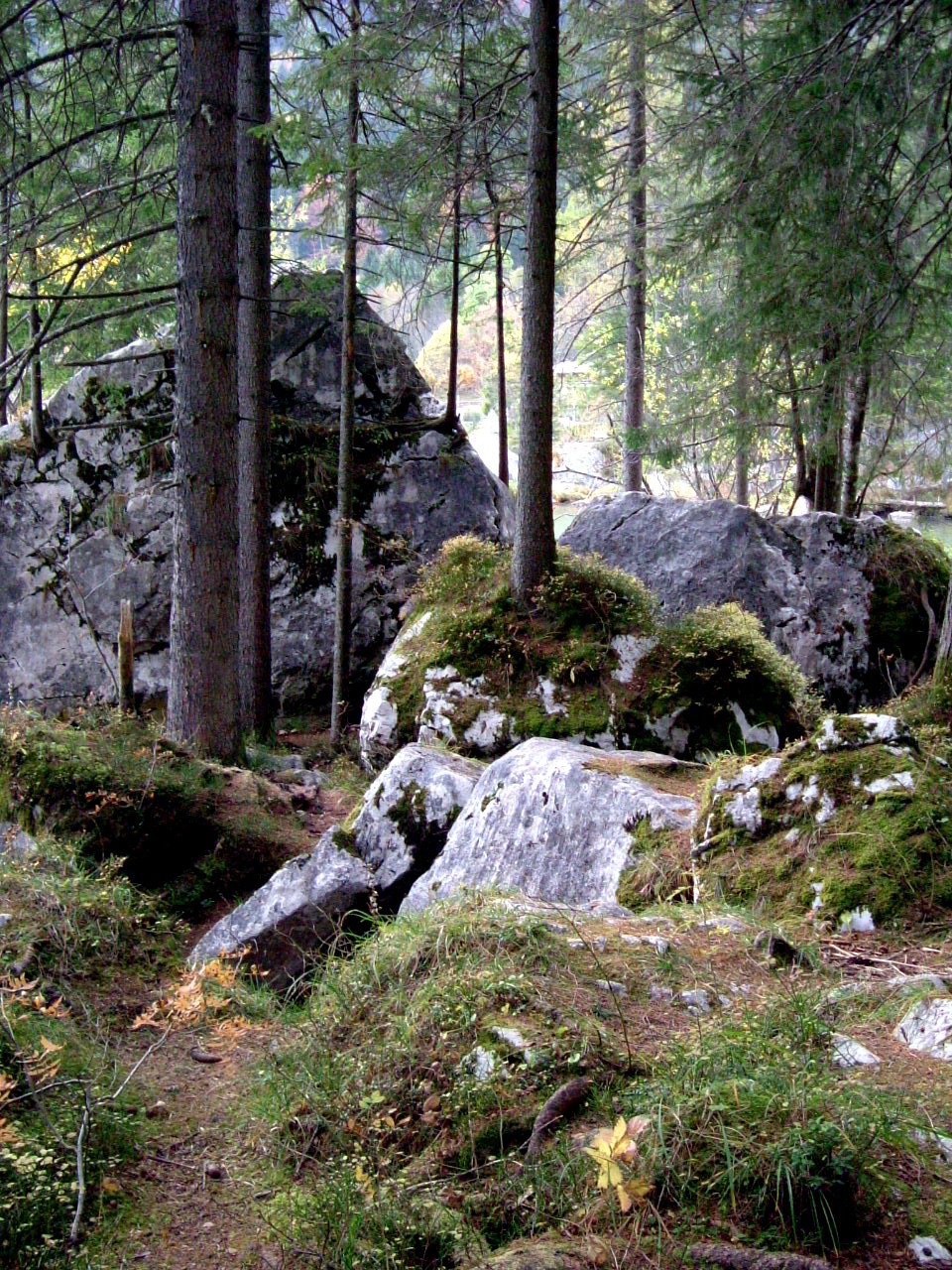
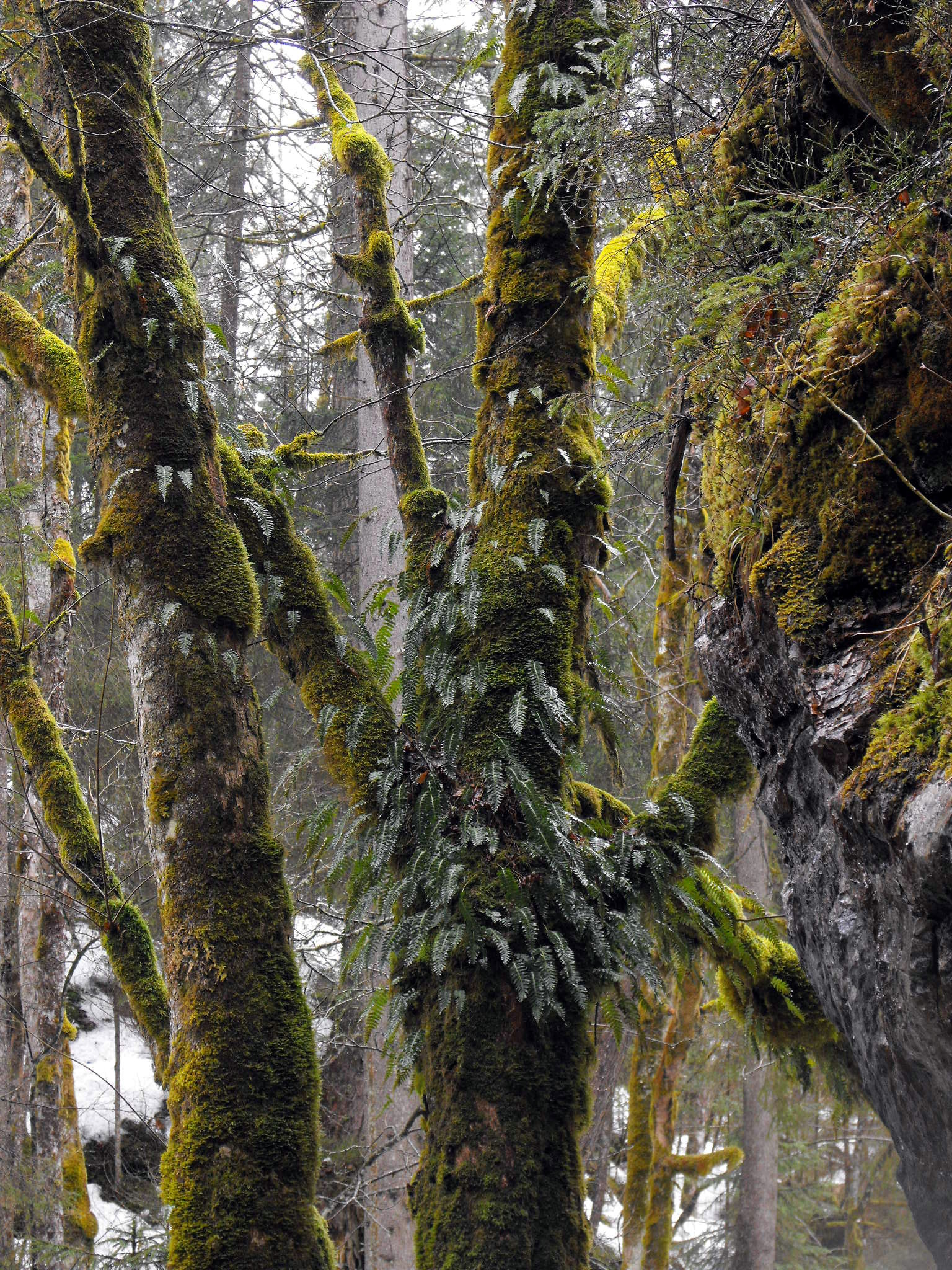
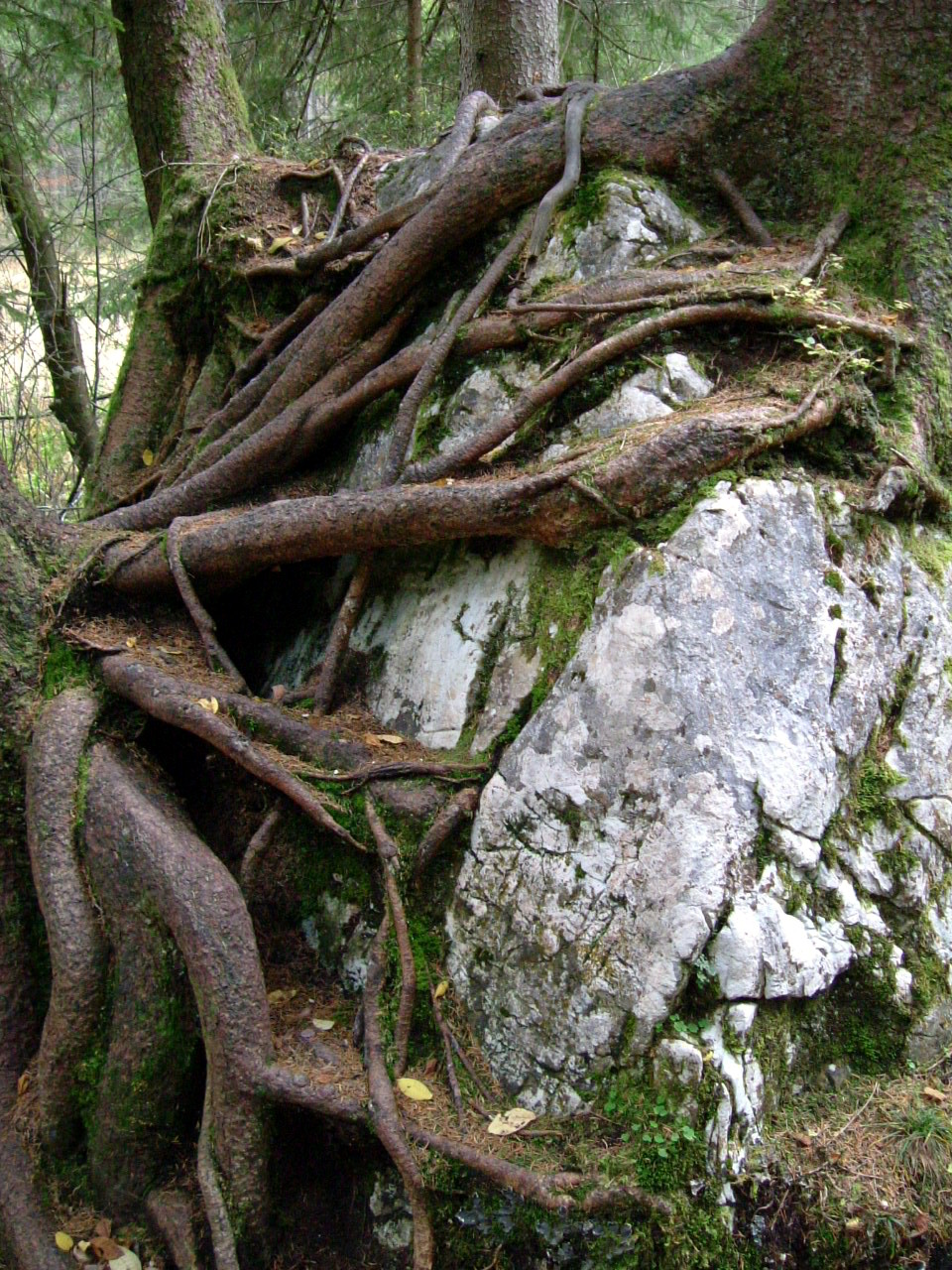
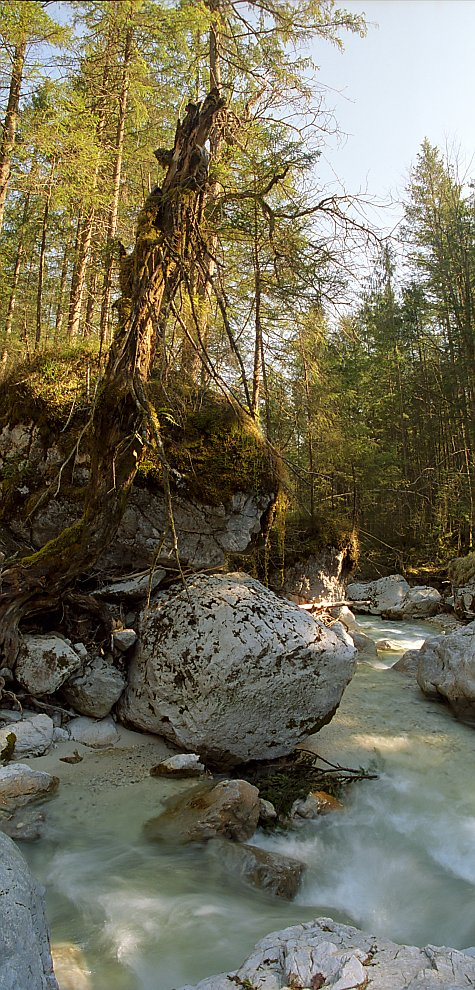